# Мануэль, Фрэнк
Фрэнк Мануэль (англ. Frank E. (Edward) Manuel; 12 сентября 1910, Бостон — 25 апреля 2003, Бостон) — американский историк, интеллектуальный историк, специализировался по истории идей, исследователь утопий XVIII и XIX веков. Доктор (1933). Профессор Брандейского (1949—1965, 1977—1986, затем именной (Viola Hart University Professor) эмерит) и Нью-Йоркского (между тем; также именной (Kenan Professor), эмерит) университетов. Член Американской академии искусств и наук (1964).
Магнум опус — «Утопическая мысль в западном мире» (1979).

## Биография и творчество
Получил образование в Гарварде, где получил степени магистра искусств в 1931 году и докторскую. Также учился в Высшей школе политических и социальных наук в Париже.
Женат с 1936 года. В годы Второй мировой служил офицером разведки. С 1986 на пенсии.
Писал о современной истории, христианско-еврейских интеллектуальных отношениях, психоистории и выдающихся мыслителях, таких как Исаак Ньютон и Карл Маркс. Называл нацизм «христианской ересью». Автор Британники. В 1991 в его честь вышли In the presence of the past: essays in honor of Frank Manuel. Публикации:
- The Politics of Modern Spain (1938)
- Realities of American-Palestine Relations (1949)
- The Age of Reason (1951)
- The 18th Century Confronts the Gods (1959) {Рец.}
- The Prophets of Paris (1962)
- Shapes of Philosophical History (1965)
- A Portrait of Isaac Newton (1968) {Рец., }
- Utopian Thought in the Western World (Oxford, 1979, в соавторстве с супругой) {Рец.} — получила Американскую книжную премию по истории, премию Мельчера и премию Ральфа Уолдо Эмерсона от Phi Beta Kappa. «Шедевром безупречной учености» охарактеризовал сей труд Роберт Кинг Мертон[12].
- The Changing of the Gods (1983)
- The Broken Staff: Judaism through Christian Eyes (1992) {Рец.}
- A Requiem for Karl Marx (1995)
- Мэньюэл Ф. О пользе и вреде психологии для истории // Философия и методология истории. — М. Прогресс, 1977. С. 262—288.
- Мэнюэль Ф. Э., Мэнюэль Фр. П. Утопическое мышление в Западном мире // Утопия и утопическое мышление. — М.: Прогресс, 1991. — С. 21-48.